# Fútbol americano en México
El fútbol americano en México ha sido practicado de forma organizada desde 1930. Es el sexto deporte más popular a nivel nacional detrás del fútbol, boxeo, béisbol, básquetbol y lucha libre, aunque en ciertas áreas metropolitanas como las de Ciudad de México, Monterrey, Puebla, Toluca y Saltillo, la popularidad de este deporte puede ser mayor. Actualmente se estima que hay 10 millones de aficionados a la National Football League (NFL) y que esta cifra continúa en aumento. También se calcula que hay 75,000 personas que practican este deporte en todo el país, incluyendo sus variantes de flag football y arena football. Desde 2018 hay interés en México por la variante canadiense del fútbol americano y la liga profesional de ese país, la Canadian Football League (CFL), incluyendo acuerdos tácitos con la Liga de Fútbol Americano Profesional de México (LFA).

## Afición y relevancia cultural
A nivel cultural, el fútbol americano ha sido relevante en la Ciudad de México desde que comenzó la rivalidad Poli-Universidad en 1936, en Monterrey desde el año 1945 cuando comenzó la rivalidad ITESM-UANL, y en la ciudad de Puebla con el nacimiento de los Aztecas de la UDLAP en 1947. La Biblioteca Central de la UNAM, una de las obras maestras del muralismo mexicano y Patrimonio cultural de la Humanidad, muestra en su muro poniente a un jugador de fútbol americano de los Pumas UNAM. Los dos estadios más emblemáticos de la Ciudad de México, el Estadio Olímpico Universitario y el Estadio Azteca, han tenido sus récords de asistencia en partidos de fútbol americano, tal como se muestra a continuación: 
| Fecha      | Equipos/ Marcador                   | Estadio                        | Datos Interesantes                                                                                      |
| ---------- | ----------------------------------- | ------------------------------ | --- |
| 29/11/1952 | Pumas UNAM 20-19 Burros Blancos IPN | Estadio Olímpico Universitario | Clásico Poli-Universidad XXIV, Final de la temporada 1952 y Récord de asistencia: 90,000 personas.      |
| 12/12/1970 | Burros Blancos IPN 13-24 Pumas UNAM | Estadio Azteca                 | Clásico Poli-Universidad XLIII, Récord de asistencia a un evento deportivo en México: 120,000 personas. |

En las principales zonas urbanas del país, desde fines del siglo XX el fútbol americano ha crecido significativamente en popularidad, gracias a la National Football League de Estados Unidos. Actualmente, la televisión abierta transmite dos juegos en cada domingo de temporada regular, y prácticamente toda la postemporada con cobertura en vivo a nivel nacional. El Super Bowl se transmite de forma simultánea por dos canales de televisión abierta a nivel nacional, y es uno de los eventos deportivos más vistos en México durante el año. En una semana convencional, se transmiten nueve partidos de la NFL en Ciudad de México: Dos en televisión abierta y los otros siete por cable. La mercancía de la NFL y de sus equipos es muy frecuente en centros comerciales y, durante el otoño e invierno, varias marcas mexicanas de productos de consumo patrocinan la liga estadounidense, convirtiendo a México en un mercado atractivo. La NFL ha efectuado varios partidos en territorio mexicano y continuará realizando juegos de temporada regular hasta por lo menos el 2021, aunque en 2020 no se realizó debido a las restricciones por la pandemia de COVID-19 en Estados Unidos y México, dos de los países más afectados en el mundo por la enfermedad. 
En 2018 se transmitió por primera vez en México un partido de fútbol canadiense, deporte con reglas e indumentaria similares a las del fútbol americano, con gran éxito de audiencia pese a ser transmitido por un canal de televisión por suscripción (MVS TV). Este encuentro fue el partido final de la Canadian Football League (CFL), llamado Grey Cup, con comentaristas en español. El éxito de audiencia motivó a que se transmita en México desde 2019 un partido a la semana de la CFL, desde el inicio hasta el final de temporada por televisión cerrada. Se espera a futuro que la CFL lleve partidos de la liga a México, igual que como sucede con la NFL.
| Partidos de la NFL realizados en México | Partidos de la NFL realizados en México | Partidos de la NFL realizados en México | Partidos de la NFL realizados en México | Partidos de la NFL realizados en México       | Partidos de la NFL realizados en México | Partidos de la NFL realizados en México |
| Fecha                                   | Local                                   | Resultado                               | Visitante                               | Estadio                                       | Asistentes                              | Tipo                                    |
| --------------------------------------- | --------------------------------------- | --------------------------------------- | --------------------------------------- | --------------------------------------------- | --------------------------------------- | --------------------------------------- |
| 05/08/1978                              | New Orleans Saints                      | 14 – 7                                  | Philadelphia Eagles                     | Estadio Olímpico de la Ciudad de los Deportes | 30,000                                  | Exhibición                              |
| 15/08/1994                              | Dallas Cowboys                          | 0 – 6                                   | Houston Oilers                          | Estadio Azteca                                | 112,376                                 | Exhibición                              |
| 05/08/1996                              | Dallas Cowboys                          | 6 – 32                                  | Kansas City Chiefs                      | Estadio Universitario de la UANL              | 45,218                                  | Exhibición                              |
| 04/08/1997                              | Miami Dolphins                          | 38 – 19                                 | Denver Broncos                          | Estadio Azteca                                | 104,209                                 | Exhibición                              |
| 17/08/1998                              | Dallas Cowboys                          | 3 – 21                                  | New England Patriots                    | Estadio Azteca                                | 106,424                                 | Exhibición                              |
| 19/08/2000                              | Pittsburgh Steelers                     | 23 – 24                                 | Indianapolis Colts                      | Estadio Azteca                                | 87,145                                  | Exhibición                              |
| 27/08/2001                              | Dallas Cowboys                          | 21 – 6                                  | Oakland Raiders                         | Estadio Azteca                                | 88,309                                  | Exhibición                              |
| 02/10/2005                              | San Francisco 49ers                     | 14 – 31                                 | Arizona Cardinals                       | Estadio Azteca                                | 103,467                                 | Temporada regular                       |
| 21/11/2016                              | Oakland Raiders                         | 27 – 20                                 | Houston Texans                          | Estadio Azteca                                | 76,473                                  | Temporada regular                       |
| 19/11/2017                              | Oakland Raiders                         | 8 – 33                                  | New England Patriots                    | Estadio Azteca                                | 77,357                                  | Temporada regular                       |
| 18/11/2019                              | Los Angeles Chargers                    | 17 – 24                                 | Kansas City Chiefs                      | Estadio Azteca                                | 76,252                                  | Temporada regular                       |

No obstante lo anterior, en zonas metropolitanas intermedias y en áreas rurales de México el fútbol americano ha mantenido un bajo o nulo perfil debido a varios factores: Principalmente, es un deporte costoso por su equipamiento, y la economía de la familia mexicana promedio no permite costearlo, mucho menos la del sector rural; es un deporte con reglas y sistema de puntuación difíciles de entender en comparación con otros deportes; es considerado un deporte violento y finalmente, el fútbol americano es eclipsado totalmente en estos lugares por el fútbol asociación.

## Práctica del deporte
El fútbol americano y sus variantes (flag football, arena football) son practicados en diferentes categorías por hombres y mujeres de todo el país, pero casi totalmente sus practicantes están en las principales áreas urbanas de México. El órgano rector del deporte sería la Federación Mexicana de Fútbol Americano (FMFA), debido a que gestiona a la Selección de fútbol americano de México. Sin embargo, en la práctica cada liga se organiza a sí misma y tienen mucha independencia de la FMFA. Históricamente, la ONEFA ha sido la liga más antigua del fútbol americano en México. Durante el 2016 nació la liga profesional de México, conocida como LFA.
En la siguiente tabla se muestran las variantes y categorías que actualmente se practican en México: 
| Variante          | Varonil | Varonil | Varonil | Varonil | Varonil | Varonil | Varonil | Femenil | Femenil | Femenil | Femenil | Femenil | Femenil |
| Variante          | Inf     | Juv     | Int     | Col     | SePro   | Pro     | Mas     | Inf     | Juv     | Int     | Col     | Pro     |         |
| ----------------- | ------- | ------- | ------- | ------- | ------- | ------- | ------- | ------- | ------- | ------- | ------- | ------- | ------- |
| Fútbol Americano  |         |         |         |         |         |         |         |         |         |         |         |         |         |
| Flag Football     |         |         |         |         |         |         |         |         |         |         |         |         |         |
| Arena Football    |         |         |         |         |         |         |         |         |         |         |         |         |         |
| Lingerie Football |         |         |         |         |         |         |         |         |         |         |         |         |         |

En cuanto al fútbol americano con casco y equipo de protección, el sistema mexicano de categorías es el siguiente:
| Categoría | Categoría                       | Liga                                                       | Edades               | Equivalente E.U.A.                 | Equivalente Internacional          |
| --------- | ------------------------------- | ---------------------------------------------------------- | -------------------- | ---------------------------------- | ---------------------------------- |
| 1         | Profesional                     | Liga de Fútbol Americano Profesional de México (LFA)       | >23 años             | NFL, XFL                           | CFL, X League, GFL                 |
| 2         | Semi-profesional                | Liga Fútbol Americano de México                            | >21 años             | New England Football League (NEFL) | Liga Brasil Futebol Americano LBFA |
| 3         | Colegial                        | Liga Mayor ONEFA, Liga Premier CONADEIP                    | >20 (durante 5 años) | NCAA                               | College                            |
| 4         | Intermedia                      | ONEFA, CONADEIP, OFAMO, Ligas Regionales                   | 18-20 años           | Junior College                     | JUCO                               |
| 5         | Juvenil (varias subcategorías)  | ONEFA, CONADEIP,FADEMAC, OFAMO, Ligas Regionales y Locales | 15-18 años           | High School                        | U-17                               |
| 6         | Infantil (varias subcategorías) | ONEFA, FADEMAC, MFL, Ligas Locales                         | 6*-15 años           | Pop Warner                         | U-15, U-13, U-11                   |

* Algunas ligas inician equipados hasta los 8 años

### Profesional
La categoría profesional se juega con reglas propias, pero tomando como base las de la NFL. Actualmente únicamente existe la Liga de Fútbol Americano Profesional (LFA), fundada en 2016 y en crecimiento constante, busca consolidarse financieramente a mediano plazo y llegar a ser plenamente profesional. La Liga se juega de febrero a mayo y el campeón se define en el Tazón México. En la actualidad la LFA está conformada por ocho equipos, Raptors del Estado de México, Mexicas de la Ciudad de México, Dinos de Saltillo, Osos Monterrey, Arcángeles en Puebla, Gallos Negros de Querétaro, Reyes de Jalisco y Caudillos de Ciudad Juárez; curiosamente, lugares donde están la mayor cantidad de practicantes y aficionados del fútbol americano en el país.
Anteriormente, existió la Liga de Fútbol Americano de México (FAM), constituida en 2018 pero que tuvo su primera temporada en 2019, siendo conformada por siete equipos: Uno del Estado de México, uno de Ciudad de México, uno de Chihuahua, uno de Ciudad Juárez, uno de Cancún, uno de Guadalajara y uno de Los Cabos. Para el año 2024 la FAM dejó de existir ante la inviabilidad financiera.

### Otros Proyectos
En cuanto a Lingerie Football, existen seis ligas: Bikini Football México (BFM), Liga Élite de Fútbol Lingerie (LEFL), Liga Iberoamericana de Bikini Football (LIBF), Women's Football League (WFL), Women's Football Nuevo León (WFNL), y Liga Formativa de Football Americano (LFB), todas semi-profesionales. Ha habido otras ligas pero suelen desaparecer luego de una o dos temporadas. 

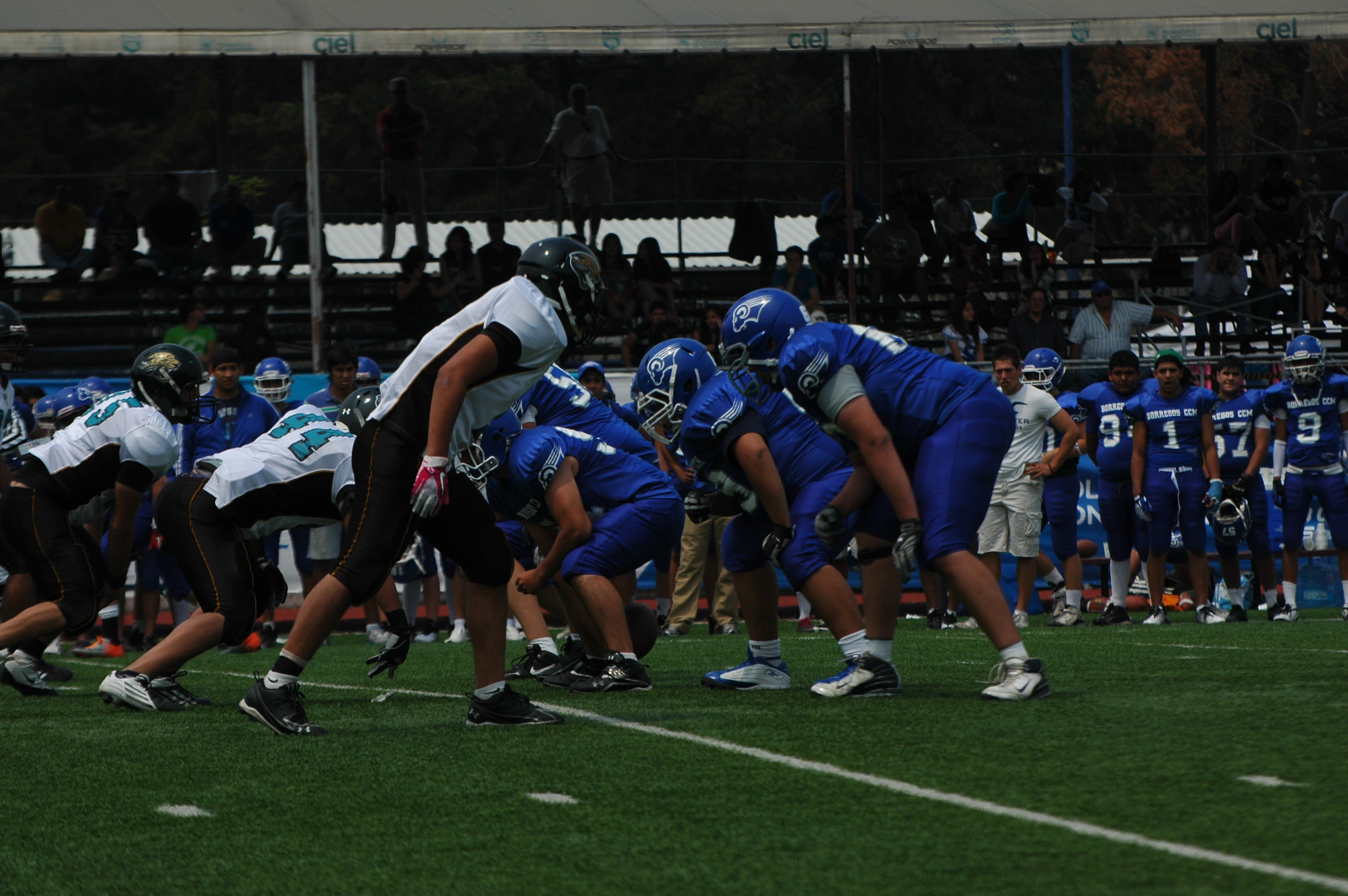
Categoría Juvenil: Borregos CCM vs Club Jaguares

### Senior o Master (amateur)
La categoría Senior o Master se juega con las reglas de la NCAA, está enfocada para adultos entusiastas del fútbol americano. Dependiendo del tipo de organización, hay desde ligas que solo reciben jugadores veteranos de las ligas colegiales, hasta ligas que incluyen a personas que nunca habían jugado antes. En estas ligas es frecuente que haya equipos femeniles y varoniles, y es común que los jugadores y jugadoras no cuenten con cascos del mismo color. Se destacan ligas como LEXFA, LNF, así como las ligas de los sistemas penitenciarios (en algunos Estados cada cárcel llega a tener su propio equipo).

### Colegial
El fútbol americano colegial, también llamado universitario o estudiantil, es practicado desde 1930 por los equipos de las principales universidades del país, se juega bajo las reglas de la NCAA, excepto en lo que se refiere a becas, elegibilidad y reclutamiento de los jugadores. La competencia comienza en septiembre y finaliza en diciembre, y cada equipo juega de 7 a 9 partidos en temporada regular. No existe un sistema de tazones, sino que hay una postemporada en la que se define al campeón. Esta es la categoría que históricamente ha atraído al mayor número de aficionados y para muchos jugadores la mayor aspiración deportiva es pertenecer a un equipo universitario de prestigio. 
En el país existen la principal liga de fútbol americano universitario es la Liga Mayor de la ONEFA (fundada en 1978 y heredera del campeonato iniciado en 1930), aunque entre 2010 y 2019 existió la Liga Premier de la CONADEIP (creada en 2010). Para 2020 la ONEFA y la CONADEIP llegaron a un acuerdo para fusionar las dos ligas y jugar juntos en una sola liga mayor, adecuando algunas reglas para la participación de las escuelas privadas creando nuevas conferencias.
Actualmente existen más de 40 equipos de fútbol americano universitarios, sin embargo, este número suele fluctuar debido a que los programas aparecen y desaparecen constantemente por problemas financieros. Incluso si los equipos no desaparecen, es relativamente común que el apoyo financiero varíe mucho a través del tiempo, resultando en notables ascensos y descensos en la competitividad deportiva de los programas.

### Intermedia
Los equipos de fútbol americano universitario tienen uno o varios equipos de categoría intermedia, esto con la finalidad de que los jugadores jóvenes adquieran experiencia. También hay muchas universidades que solo tienen equipos de intermedia, puesto que no cuentan con la infraestructura para tener equipos en categoría colegial. Igualmente, los clubes privados más grandes (no afiliados a ninguna escuela) tienen como máxima categoría la intermedia. Esta se juega en primavera bajo las reglas de la NCAA.

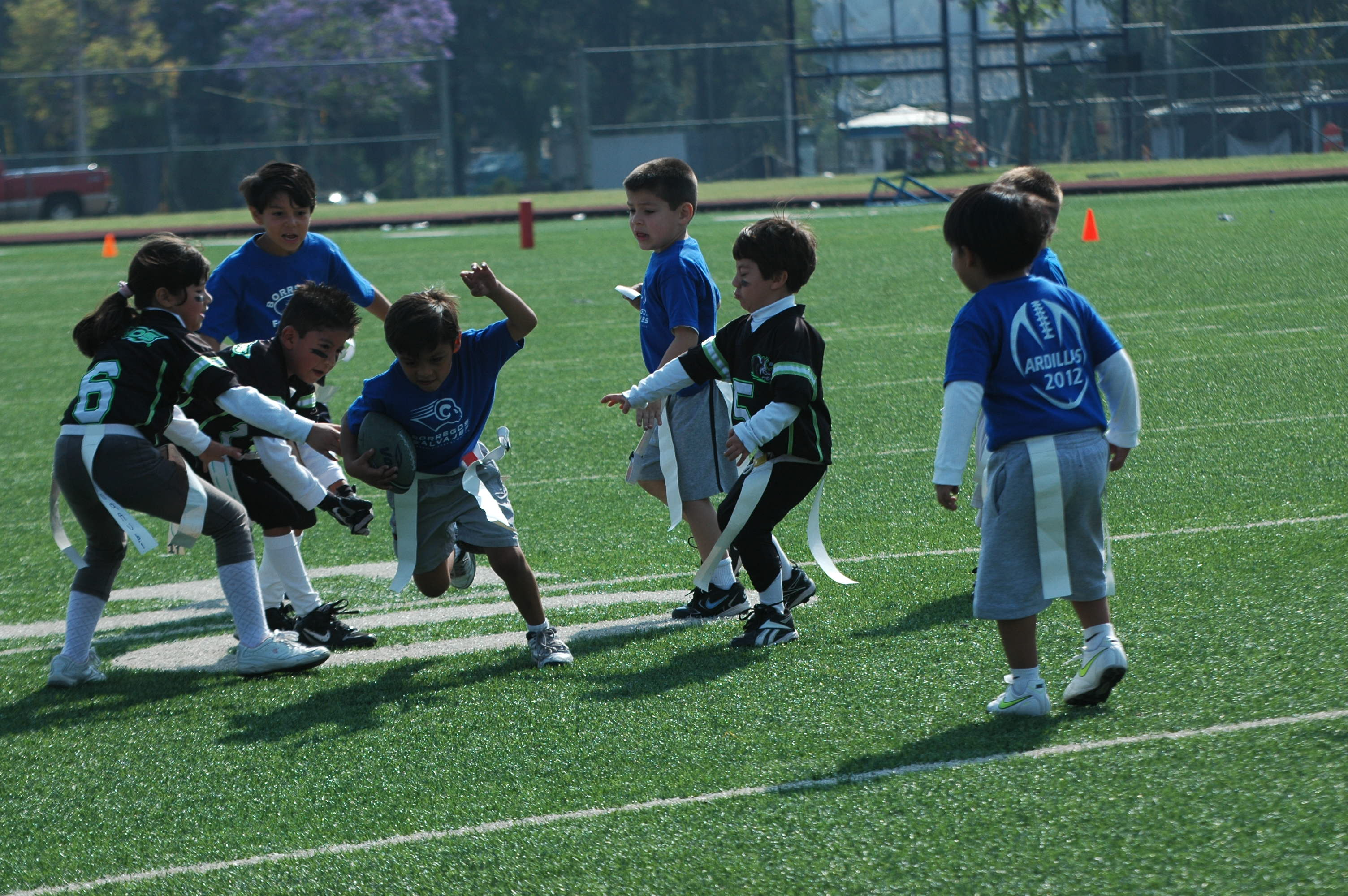
Flag football infantil: Borregos CCM vs Rhinos

### Juvenil
La categoría juvenil se juega principalmente en clubes privados y escuelas grandes de las zonas metropolitanas de México. Generalmente se divide en dos subcategorías, dependiendo de la edad y peso del jugador, aunque en algunos casos no existen restricciones de peso. Se juega tanto en primavera como en otoño.

### Infantil
No existe una edad mínima establecida para jugar fútbol americano en México. Algunas ligas reciben jugadores desde los 4 años para jugar flag football, y la edad en que juegan equipados varía de 6 a 9 años según la disponibilidad de niños en los equipos. Tampoco existe una estandarización en cuanto a las subcategorías infantiles a nivel nacional, pero esencialmente se usan como criterio la edad y el peso de los niños. La categoría infantil se juega usualmente en verano, entre las que destacan FADEMAC cuya sede se encuentra en el Estado de México pero con equipos afiliados y grupos en distintos estados del centro, sur y bajío de la República Mexicana, ONEFA con la membresía de las principales casas de estudio del país como la UNAM, el IPN, la UAG, la UAEM, y recientemente con uno de los clubes más ganadores de la FADEMAC los Redskins del Estado de México; y la MFL con equipos del estado de Nuevo León.

## Ligas
- ACHFA - Asociación Chiapaneca de Fútbol Americano
- AEFA BC.- Asociación Estatal de Football Americano de Baja Caliornia, A.C.
- AEFA - Asociación Estatal de Football Americano
- AEFACH - Asociación Estatal de Fútbol Americano de Chihuahua
- AEFAETAB - Asociación de Fútbol Americano del Estado de Tabasco
- AEFANL- Asociación del Estado de Nuevo León de Fútbol Americano
- AEFFAS - Asociación Estudiantil de Fútbol Americano de Sonora
- AFAFFO - Asociación Estatal de Fútbol Americano y Flag Football de Occidente
- AFAFFY - Asociación Estatal de Fútbol Americano y Flag de Yucatán
- AFAS - Asociación Fútbol Americano de Sinaloa
- AFFAJ - Asociación de Flag y Fútbol Americano Jalisco
- AFFEMEX - Asociación Estatal de Flag Football del Estado de México
- AFFO - Asociación de Flag Football de Occidente
- AFM - Arena Football Monterrey
- BFM - Bikini Football México
- CAB - Conferencia Atlética del Bajío
- CONA - Conferencia Nacional de Fútbol Americano "Delmiro Turco Bernal"
- CONADEIP - Comisión Nacional Deportiva Estudiantil de Instituciones Privadas
- CONFAO - Conferencia de Fútbol Americano Oriente
- CUFAO - Conferencia Universitaria de Fútbol Americano de Occidente
- FACJ - Football Americano Ciudad Juárez
- FADEMAC - Fútbol Americano del Estado de México
- FAM - Fútbol Americano de México
- FXF - Football Xtremo Femenil México
- LEFAFCASE - Liga Estatal de Football Americano y Flag de Cancún y Sureste
- LEFL - Liga Elite de Fútbol Lingerie
- LEXFA - Liga Extrema de Fútbol Arena
- LFA - Liga de Fútbol Americano Profesional
- LFB - Liga Formativa de Football Americano
- LFFO - Liga de Flag de Occidente (enlace roto disponible en Internet Archive; véase el historial, la primera versión y la última).
- LFP - Liga de Fútbol Americano del Pacífico
- LIBRAS - Liga Brutal De Football Americano Del Sur
- LIBF - Liga Iberoamericana de Bikini Football (enlace roto disponible en Internet Archive; véase el historial, la primera versión y la última).
- LICOFA - Liga del Colegio de Bachilleres del Estado de Baja California de Fútbol Americano
- LIFAY - Liga de Fútbol Americano y Tochito de Yucatán
- LIFFAE - Liga Femenil de Fútbol Americano Equipado
- LIFAE- Liga Infantil de Fútbol Americano Estatal de Nuevo León
- Liga de Tocho de la Ciudad de México (enlace roto disponible en Internet Archive; véase el historial, la primera versión y la última).
- LINFA - Liga Infantil Nacional de Football Americano
- LINFAAAC - Liga Nacional Amateur de Fútbol Americano
- LMT - Liga Mexicana de Tocho
- LNF - Liga Nacional de Football Profesional
- LNT - Liga Nacional de Tocho

- MFL - Monterrey Football League
- OEFA - Organización Estudiantil de Fútbol Americano de Baja California
- OFABC - Organización de Fútbol Americano Baja California
- OFAMO - Organización de Fútbol Americano de Morelos
- OFASE - Organización Fútbol Americano del Sureste
- OMFA - Organización Mexicana de Fútbol Americano
- ONEFA - Organización Nacional Estudiantil de Fútbol Americano
- TAM - Tochito Atletas Mexicanos
- TOBI - Asociación Estatal de Tochito Bandera de Guanajuato
- Tocho Master Xalapa
- VFA - Veteranos Football
- WFL - Women's Football League
- WFNL - Women's Football Nuevo León